# Overerfbaarheid
Overerfbaarheid of heritabiliteit is het statistische verband tussen enerzijds een fenotypisch kenmerk en anderzijds genen. De formule van Falconer geeft de overervingscoëfficiënt h2 die uitdrukt in hoeverre de overerfbaarheid genetisch is of dat er sprake is van omgevingsinvloed of toeval. Als er werkelijk sprake is van erfelijkheid, dan moet er ook een genetisch mechanisme zijn. Het fenotype (P) van een individu kan worden gezien als een combinatie van het genotype (G) en de omgeving (E van 'environment'): {\displaystyle P=G+E}.
De mate van overerfbaarheid is van belang voor onder meer kunstmatige selectie en gedragsgenetica. Voor dit laatste wordt onder meer gebruikgemaakt van tweelingonderzoek om de mate van genetische variatie te bepalen.
Een grote genetische heterogeniteit door polygenie – meerdere genen die een enkel fenotypisch kenmerk vormen – en pleiotropie – een enkel gen dat meerdere fenotypische kenmerken beïnvloedt – compliceren het vinden van kandidaatgenen en genetische associaties bij genetische aandoeningen. Dit probleem van de ontbrekende overerfbaarheid moet met de polygenetische risicoscore omzeild worden.

## Overervingscoëfficient
Overerfbaarheid kan op twee manieren kwantitatief beschreven worden met behulp van overervingscoëfficienten. Heritabiliteit in de brede zin {\displaystyle H^{2}} kan gedefinieerd worden als het deel van de fenotypische variantie dat te wijten is aan genetische verschillen tussen idividuen in de populatie. Dit wordt als volgt berekend:
{\displaystyle H^{2}={\frac {V_{g}}{V_{p}}}}
waarbij {\displaystyle V_{g}} de genetische variantie is en {\displaystyle V_{p}} de fenotypische variantie. Hierbij wordt de fenotypische variantie opgesplitst in genetische variantie en variantie te wijten aan de omgeving:
{\displaystyle V_{p}=V_{g}+V_{e}}.
Heritabiliteit in de nauwe zin {\displaystyle h^{2}} wordt dan weer gedefinieerd op basis van de additieve variantie. De genetische variantie kan opgesplitst worden in een deel bepaald door de additieve variantie  {\displaystyle V_{a}} en de dominantie-variantie {\displaystyle V_{d}}:
{\displaystyle V_{g}=V_{a}+V_{d}}.
De formule voor heritabiliteit in de nauwe zin is
{\displaystyle h^{2}={\frac {V_{a}}{V_{p}}}}.
Omdat heritabiliteit zowel in de brede als nauwe zin wordt gedefinieerd als een proportie, zullen deze overervingscoëfficienten telkens een waarde tussen 0 en 1 aannemen.